# 타임 보칸 24
《타임 보칸 24》(일본어: タイムボカン24)는 타임 보칸 시리즈의 열 한 번째 작품이며, 요미우리 TV를 통해 2016년 10월부터 2017년 3월까지 방영되었으며, 대한민국에서는 카툰 네트워크 코리아를 통해 더빙판이 방영되었다.
본 항목에서는 2017년 10월부터 2018년 3월까지 제2기인 《타임 보칸 역습의 3악인》(일본어: タイムボカン 逆襲の三悪人)이란 타이틀로 방영되었다. 이상, 본 문 중에 있어서는 편의상 『24』는 제1기, 『역습의 3악인(일본어: 逆襲の三悪人)』이 제2기로 호칭란다.